# Sitio clasificado o inscrito

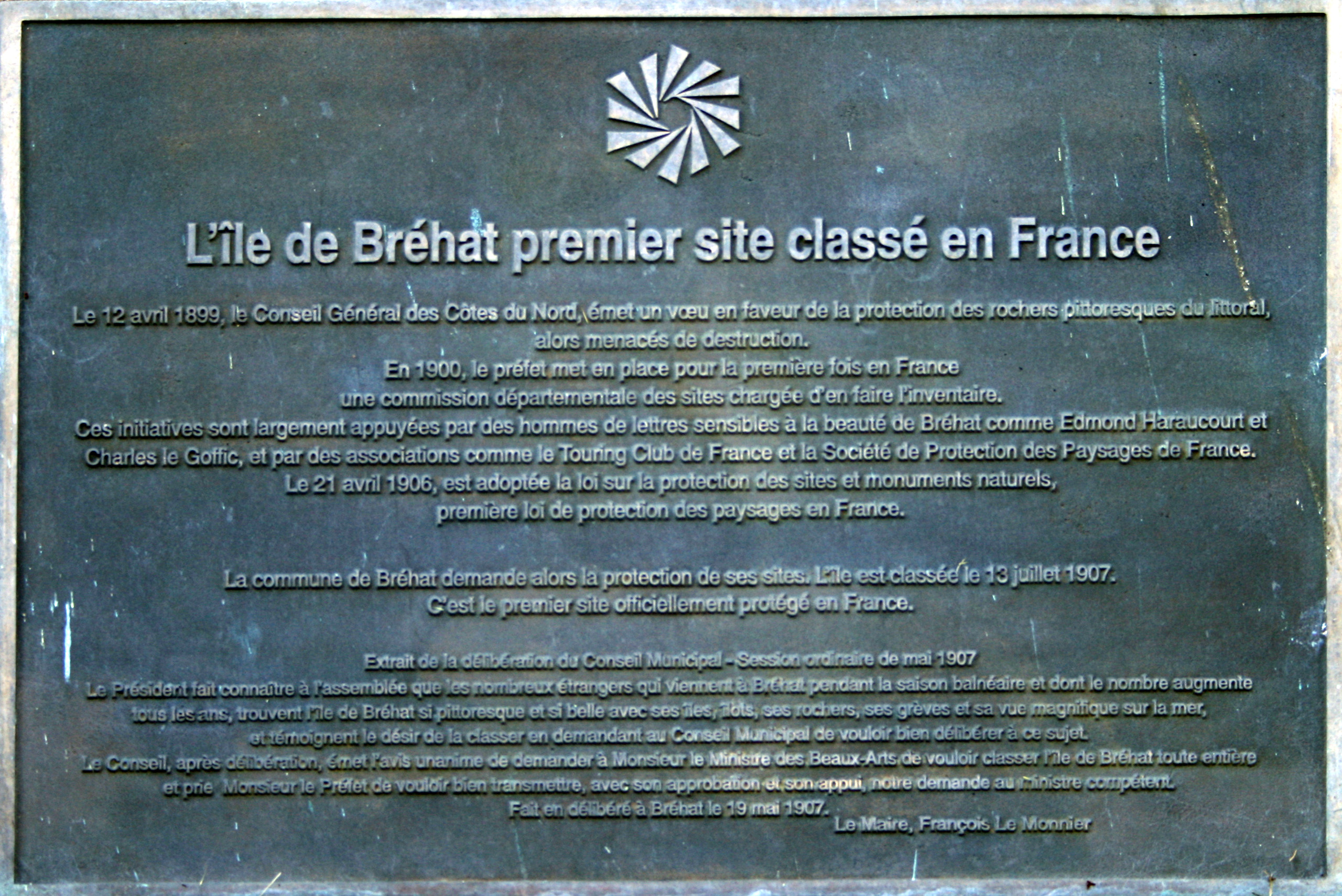
Placa conmemorativa de Bréhat como el 1º sitio clasificado en Francia.

Los sitios clasificados e inscritos (en francés: sites classés et inscrits), en Francia, son espacios o formaciones naturales notables franceses cuyos caracteres históricos, artísticos, científicos, legendarios o pintorescos los hacen acreedores del interés público, para la conservación en su estado (mantenimiento, restauración, mejora. ..) y la preservación de todos los agravios (destrucción, alteración, trivialización ...). Justifican un seguimiento cualitativo, especialmente hecho a través de una autorización previa para todo trabajo que pueda alterar el estado o la apariencia del territorio protegido.
Desde un punto de vista legal, esto se hace bajo la protección de la «loi du 2 mai 1930» [ley de 2 de mayo de 1930], codificada en los artículos L. 341-1 a 22 del «code de l'environnement français » [código de medioambiente francés] cuando fue creado por la orden de 18 de septiembre de 2000. La ley sobre protección de sitios proporciona dos niveles de protección, la inscripción y la clasificación (como en el caso de los monumentos históricos).
En 1861, por primera vez en Francia, fue protegido en virtud de su valor paisajístico, a petición de los pintores de la escuela de Barbizon, un espacio natural de un millar de hectáreas en el bosque de Fontainebleau. La isla de Brehat fue en 1907 el primer sitio que aparece clasificado en virtud de la ley de 1906, aunque sin embargo, las cascadas de Gimel (Corrèze), clasificadas a su vez en 1912, habían sido el primer sitio natural protegido desde 1898.
Hay hoy casi 2700 sitios clasificados, o cerca de 1 026 342 hectáreas, y 4000 sitios inscritos, unas 1 500 000 hectáreas. En total, más de 4% del territorio está protegido por la protección en el título de sitios.

## Criterios
Los criterios definidos por la "Ley de 2 de mayo de 1930" en la protección de los monumentos naturales y sitios históricos, artísticos, científicos, legendarios o pintorescos conducen a proteger los espacios de una gran diversidad:
- los espacios naturales que merecen ser preservados de la urbanización y de cualquier desarrollo;
- paisajes marcados tanto por sus características naturales como por la huella humana;
- parques y jardines;
- zonas ajardinadas de los monumentos y conjuntos monumentales para los cuales el perímetro de protección previsto en virtud de la ley modificada de 31 de diciembre de 1913 en los monumentos históricos es insuficiente.

De hecho, algunos sitios protegidos en virtud de esta ley no representan de ninguna manera sitios con naturaleza: son plazas o calles, con fachadas y tejados de edificios en estos lugares o calles, aunque los árboles y las plantas están completamente ausentes de estos lugares. Por ejemplo, los sitios inscritos por orden de 17 de diciembre de 1948 en Senlis (Oise): Place Saint-Pierre; Lugares Públicos Parvis, Notre-Dame y Saint-Frambourg; Rue de la Treille; las fachadas de la calle de Beauvais; cf. También se pueden proteger los edificios aislados con sus placas, que sean parques o simplemente casas, y que estos edificios estén inscritos o clasificados como monumentos históricos o no.

## Consecuencias de la protección

Logotipo de "sites naturels français".

## Marco legislativo
La « loi du 2 mai 1930 » (ley de 2 de mayo de 1930) [ley del derecho francés, cuyo propósito es reorganizar la protección de los monumentos naturales y lugares de interés artístico, histórico, científico, legendario o pintoresco. Crea los espacios naturales y sitios naturales clasificados.], ha sido modificado en diversas ocasiones (especialmente en la Ley Nº 57-740 de 1 de julio de 1957) y finalmente fue codificado en el Código del medio ambiente, en particular los artículos L. 341-1 a L. 341-22.

## Anexos